# Gabino Sosa
Gabino Sosa (né le 4 octobre 1899 à Rosario et mort le 3 mars 1971) est un footballeur argentin des années 1920 et 1930. 

## Biographie
En tant qu'attaquant, Gabino Sosa est international argentin à 15 reprises (1921-1927) pour 6 buts.
Il remporte la Copa América 1921, inscrit un but à la Copa América 1924 contre le Chili, et cinq buts au cours de la Copa América 1926 (un contre la Bolivie et quatre contre le Paraguay).
Il joue toute sa carrière dans le même club, Club Atlético Central Córdoba, remportant en 1934 le Torneo Adrián Beccar Varela, et quatre Campeonato de la Asociación Rosarina de Fútbol. 
Fidèle à son club, il est l'entraîneur de cette équipe en 1939.
Le 7 novembre 1969, le stade du Club Atlético Central Córdoba est renommé Estadio Gabino Sosa en son honneur.

## Clubs

### En tant que joueur
- 1921-1938 :  Club Atlético Central Córdoba

### En tant qu'entraîneur
- 1939-19?? :  Club Atlético Central Córdoba

## Palmarès
- Copa América

- - Vainqueur en 1921